# Monticello (Mississippi)
Monticello è una città (town) degli Stati Uniti d'America, capoluogo della contea di Lawrence, nello Stato del Mississippi.